# Königsbergs domkyrka

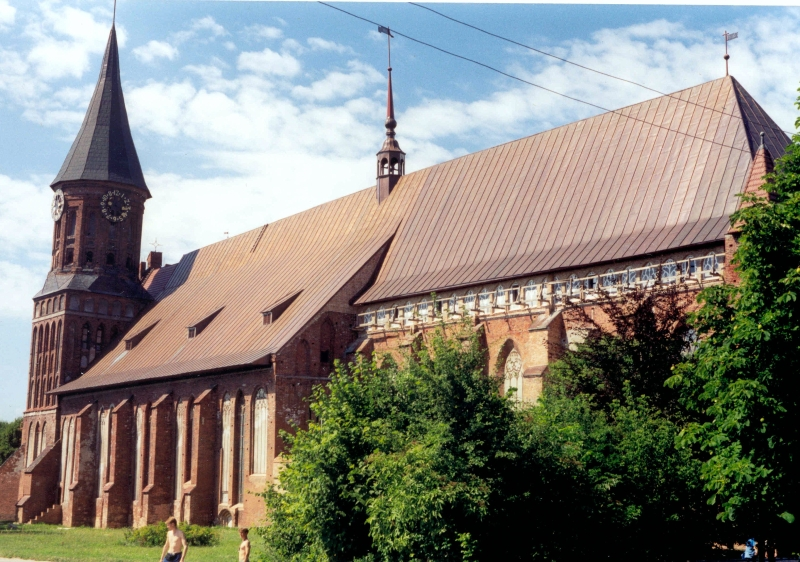
Königsbergs domkyrka. Kyrkan restaurerades på 90-talet med hjälp av pengar från Förbundrepubliken Tyskland

Königsbergs domkyrka (tyska: Königsberger Dom; ryska: Кафедральный собор Кёнигсберга) är en tegelgotisk byggnad i Kaliningrad i Ryssland. Kaliningrad hette tidigare Königsberg och var till och med 1701 huvudstad i hertigdömet Preussen. Domkyrkan ligger på ön Kneiphof i floden Pregel. År 1945 förstördes den av bomber från Royal Airforce. Det enda som överlevde var kyrktornet och en del av fasaden av byggnaden. När Röda armén intog staden 1945, hade många civila flytt staden efter att de fått underrättelser om den tortyr Röda armén utsatte den tyska civilbefolkningen för. De tyskar som var kvar i staden efter kriget, använde kyrkan som böneplats fram till 1946, då de blev tvångsförflyttade väster om Oder–Neisse-linjen. 

## Historia

### Från1400-talettill2000-talet

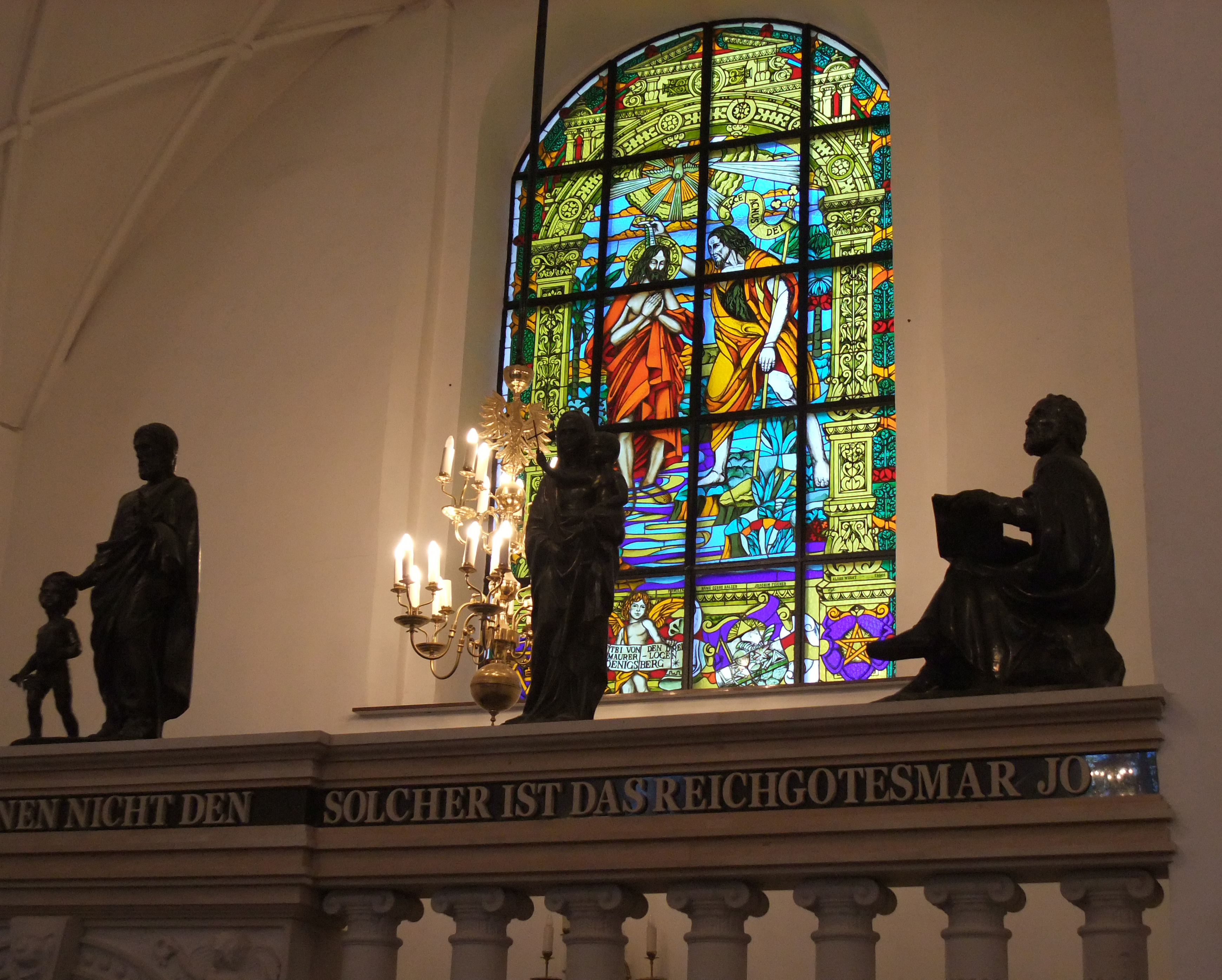
Inredningen är restaurerad till ursprungliga utseendet.

Den ursprungliga katolska domkyrkan byggdes för att ersätta en mindre katolsk kyrka, efter att Johann Clare, biskop av Samland hade insisterat på en nybyggnation av en större kyrka. Den mindre kyrkan i Altstadt monterades ned, varav byggmaterialet användes till byggandet av den nya domkyrkan på Kneiphof.  Byggandet av domkyrkan sägs ha börjat under året 1333. Marken som kyrkan byggdes på var mjuk och för att få en stabil grund, började man först med att gräva ned hundratals ek stolpar som kyrkan skulle vila på. Efter byggperiod på ca 50 år, stod kyrkan klar år 1380. Arbete med inredningen pågick dock ända till 1400-talet. Efter att kyrkan förstördes år 1945, så började man restaurera upp den efter Sovjetunionens upplösning, då religionsutövning blev accepterad i Ryssland. Uppbyggnad av kyrkan gjordes med stor hjälp av tyska pengar från Förbundsrepubliken Tyskland.